# Cyrille Pons
Pas d'image ? Cliquez ici

a Compétitions nationales et continentales officielles uniquement.

b Matchs officiels uniquement.
Cyril Pons, né le 28 novembre 1963 à Toulouse, est un joueur de rugby à XIII.

## Biographie
Il effectue sa carrière sportive à Saint-Gaudens avec lequel il remporte les titres de Championnat de France en 1991 et de la Coupe de France (1991 et 1992).
Fort de ses performances en club, il est un joueur régulier de l'équipe de France entre 1987 et 1992.
Après sa carrière, il devient manager de l'équipe de France de rugby à XIII.

## Palmarès
- Collectif :
  - Vainqueur du Championnat de France : 1991 (Saint-Gaudens).
  - Vainqueur de la Coupe de France : 1991 et 1992 (Saint-Gaudens).